# Gustave Doyen
Pour les articles homonymes, voir Doyen.
Gustave Doyen, né  le 29 décembre 1836 à Festieux et mort le 6 mars 1923 à Fontainebleau, est un peintre académique français.

## Biographie
Gustave Léon Doyen naît  le 29 décembre 1836 à Festieux, dans le département de l'Aisne. Élève et assistant de William Bouguereau, spécialisé dans les scènes de genre et les portraits. Il se marie avec une sage femme dénommée Marie Reine Rousseau dans le 6e arrondissement de Paris le 14 mars 1885. Il dirige l'école de peinture de Fontainebleau de novembre 1894 à sa mort. Il décède le 6 mars 1923, vers 21 h, à Fontainebleau, en son domicile sis 6 rue Guérin.

## Œuvres
- La Lecture interrompue
- Jalousie
- La Promenade
- Contemplation
- Jeune fille portant une cruche
- Jeune fille récurant une poêle en cuivre
- Jeanne d'Arc
- Baigneuse

- Petite fille et sa poupée (58 × 48 cm), une huile sur toile
- Femme aux oiseaux
- Aubade (44x34), aquarelle
- La Vieille
- Jeune beauté portant un voile rouge
- La rentrée au parc 1861
- Berger parmi les meules, 1864
- Deux femmes donnant à manger aux oiseaux 1873
- Enfant tenant des fleurs 1878
- Portrait de dame en buste 1887
- Portrait d'Henriette Élise Massat 1892

## Sources
- E. Bénézit, Dictionnaire critique et documentaire des peintres, sculpteurs, dessinateurs et graveurs, t. 3, édition Gründ, Évreux 1976, p. 663.